# Hugo Dahlstedt
Gustaf Adolf Hugo Dahlstedt, född 8 februari 1856 i Linköping, död 2 oktober 1934 på Lidingö, var en svensk botaniker.
Dahlstedt blev filosofie hedersdoktor vid Linnéjubileet i Uppsala 1907. Han var amanuens vid de botaniska samlingarna på Naturhistoriska riksmuseet från 1890, assistent där 1915–1925 och amanuens vid Bergianska trädgården 1890–1925. Dahlstedt ägnade sig främst åt studiet av Hieracium och Taraxacum och blev inom dessa områden en internationellt erkänd auktoritet. Han företog har bland annat för hieraciologiska undersökningar vetenskapliga resor i skilda delar av Sverige och i utlandet samt i ett stort antal avhandlingar beskrivit kritiska Hieraciusm och Taraxacumarter. Dahlstedt utgav även exsickater över dessa släkten. Hans egna samlingar donerades till Riksmuseets botaniska avdelning. Dahlstedt är gravsatt på Norra begravningsplatsen utanför Stockholm.